# 朝日新聞スポーツ記者の表話・裏話
朝日新聞スポーツ記者の表話・裏話（あさひしんぶん・スポーツきしゃの・おもてばなし・うらばなし 旧:スポーツポッドコーナー）は、朝日新聞のインターネット（パソコン通信）のウェブサイト「asahi.com」で提供されていたポッドキャスティング番組である。
録音場所とコンテンツの確保の負担が重く、わずか1年程度でサービス終了となった。

## 番組概要
毎回、朝日新聞運動部の第一線記者が登場しスポーツ界をめぐる最新の話題を取材裏話を交えて解説するもので、テレビ放送や新聞記事では伝えきれないホットな話題も多数披露されていた。原則として毎週水曜日に新テーマを更新・放送するという内容であった。2007年4月より改題した。

## 取り上げたテーマ

### 2006年
- FIFAクラブワールドカップ
- 松坂大輔投手アメリカ大リーグ移籍密着レポート

### 2007年
- 大相撲2007年の展望
- ハンカチ王子・斎藤佑樹投手の早稲田大学進学
- サッカー北京オリンピック代表・反町ジャパン
- ジャパンラグビートップリーグ・マイクロソフト杯（決勝トーナメント）展望
- 男子フィギュアスケート
- フットサル（Fリーグなど）
- 宮里藍とタイガー・ウッズの強さの秘密
- Jリーグサッカーの優勝チーム予想
- 卓球世界選手権日本代表・福原愛と石川佳純の実力
- 世界水泳選手権・オーストラリア大会
- 世界フィギュアスケート選手権東京大会の舞台裏
- ラグビーワールドカップ・日本代表（この回より題名変更）
- 女子柔道・谷亮子復帰戦
- 2007年プロ野球・セントラル・リーグ
- サッカー北京五輪アジア1次予選通過の反町ジャパン
- 鹿島アントラーズの不振の原因
- ボストン・レッドソックス・松坂大輔と岡島秀樹
- 北京オリンピック出場を目指すアーチェリー日本代表
- 「ハニカミ王子」石川遼優勝で注目の日本の男子ゴルフ界
- 白鵬横綱への道
- 全国高等学校野球選手権大会展望
- なでしこジャパン・北京五輪出場への道
- 為末大の新走法（日本陸上競技選手権大会）
- アジアカップサッカー展望
- 好調読売ジャイアンツ
- ハニカミ王子が日本のゴルフを救えるか
- FCバルセロナ日本遠征
- アジアカップサッカー回顧
- ワールドカップラグビー日本代表は勝てるか
- Jリーグ浦和レッドダイヤモンズ好調の原因
- 全国高校野球回顧・佐賀北高等学校「がばい旋風」（最終回）

## 出演者
- 西秀一郎（聞き手）

以下朝日新聞スポーツグループ記者
- 福角元伸（野球担当）
- 村上尚史（メジャーリーグ担当）
- 河野正樹（サッカー担当）
- 柴田真宏（一般スポーツ）
- 中川文如（一般スポーツ）
- 川崎治子（一般スポーツ）
- 増田創至（一般スポーツ）など